# 欧维尼翁河畔卡斯泰尔诺
欧维尼翁河畔卡斯泰尔诺（法語：Castelnau-sur-l'Auvignon，法語發音：[kastɛlno syʁ loviɲɔ̃]）是法国热尔省的一个市镇，属于孔东区。

## 地理
欧维尼翁河畔卡斯泰尔诺（43°58'18"N, 0°27'26"E）面积10.22 平方千米，位于法国奧克西塔尼大區热尔省，该省份为法国西南部内陆省份，北起顺时针与洛特-加龙省、塔恩-加龙省、上加龙省、上比利牛斯省、大西洋比利牛斯省和朗德省接壤。
与欧维尼翁河畔卡斯泰尔诺接壤的市镇（或旧市镇、城区）包括：布拉济耶尔、科桑、孔東、加佐普伊、马尔索朗、拉罗米约。

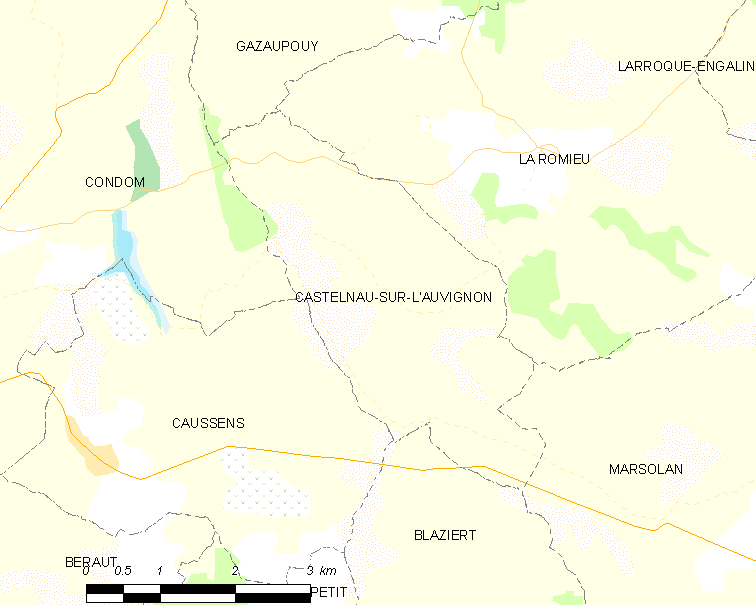
欧维尼翁河畔卡斯泰尔诺的OSM定位图

欧维尼翁河畔卡斯泰尔诺的时区为UTC+01:00、UTC+02:00（夏令时）。

## 行政
欧维尼翁河畔卡斯泰尔诺的邮政编码为32100，INSEE市镇编码为32080。

## 政治
欧维尼翁河畔卡斯泰尔诺所属的省级选区为巴伊斯-阿马尼亚克县。

## 人口

1962-2008年间欧维尼翁河畔卡斯泰尔诺人口变化图示

欧维尼翁河畔卡斯泰尔诺于2022年1月1日时的人口数量为147人。